# 1486
1486 (MCDLXXXVI) a fost un an comun al calendarului iulian, care a început într-o zi de duminică.

## Evenimente
- 6 martie: Războaiele moldoveano-otomane. Bătălia de la Șcheia. Oastea Moldovei condusă de Ștefan cel Mare înfrânge o oaste otomană condusă de Bali bey Malkocioglu.

### Nedatate
- În Transilvania se înființează din ordinul lui Matei Corvin, Universitatea Săsească, unitate politică și administrativă a sașilor transilvăneni.
- Ștefan cel Mare încheie pace cu otomanii, care măresc volumul tributului până la 5.000 galbeni.

## Nașteri
- 16 iulie: Andrea del Sarto, pictor italian (d. 1530)
- 10 octombrie: Carol al III-lea, Duce de Savoia (d. 1553)

## Decese
- 14 iulie: Margareta a Danemarcei (1456-1486)  (n. 1456)
- 12 februarie: Margareta de Austria (1416–1486) ducesӑ de Saxonia (n. 1416)
- dată necunoscută: Al-Qalasadi  (n. 1412)
- 27 septembrie: Gabriele Rangone episcop catolic al Transilvaniei, cardinal (n. 1410)